# رضا تجدد
رضا تجدد (1267 هـ - 1352 هـ) هو صحفي ومترجم وسياسي وقاضي إيراني.

## أعماله
أعاد ترجمة وتحقيق كتاب الفهرست للنديم من العربية إلى الفارسية.